# バックミンスターフラーレン
バックミンスターフラーレン（Buckminsterfullerene）は、分子式C60の球状分子である。1985年9月4日に、ライス大学のハロルド・クロトー、ジェームズ・ヒース (en)、ショーン・オブライエン、ロバート・カール、リチャード・スモーリーによって初めて調製された。クロトー、カール、スモーリーは、バックミンスターフラーレンおよび関連分子（フラーレン類）の発見の業績により1996年のノーベル化学賞を受賞した。この分子の名称は、分子の構造と類似しているジオデシック・ドームを考案したリチャード・バックミンスター・フラーに敬意を表したものである。バックミンスターフラーレンは最初に発見されたフラーレン分子であり、また天然において最も一般的なフラーレン分子である（煤中に少量見いだされる）。C60フラーレン、バッキーボール (Buckyball) とも呼ばれる。
バックミンスターフラーレン分子は、粒子と波動の二重性が実験的に観測された最大の粒子である。

## 構造
バックミンスターフラーレンの構造は、20の六角形と12の五角形からなる切頂二十面体であり、それぞれの多角形の頂点は炭素原子、多角形の辺は炭素-炭素結合である。C60分子のファンデルワールス直径は約1.01 nmである。C60分子の核間距離（炭素骨格の直径）は約0.71 nmである。C60分子には2種類の結合距離がある。6:6環結合（2つの六角形の間）は二重結合と考えることができ、6:5結合（六角形と五角形の間）よりも短い。平均結合距離は1.2 Åである。C60構造中の炭素原子は、それぞれ3つの炭素原子と共有結合している。炭素原子は6個の電子を有していることから、電子構造はu2,4である。安定化するためには、炭素原子は最外殻に8個の電子が必要であり、3つの炭素原子との共有結合では、最外殻の電子は7個にしかならない。このことは、全炭素原子上の結合に関与していない電子が、分子全体にわたって非局在化していることを意味している。電子は電荷を持っているため、この自由電子運動はバックミンスターフラーレンが非常によい導電体となることを意味している。このことにより、バックミンスターフラーレンは、その大きさのため、ナノテクノロジーにおいて非常に有用となっている。

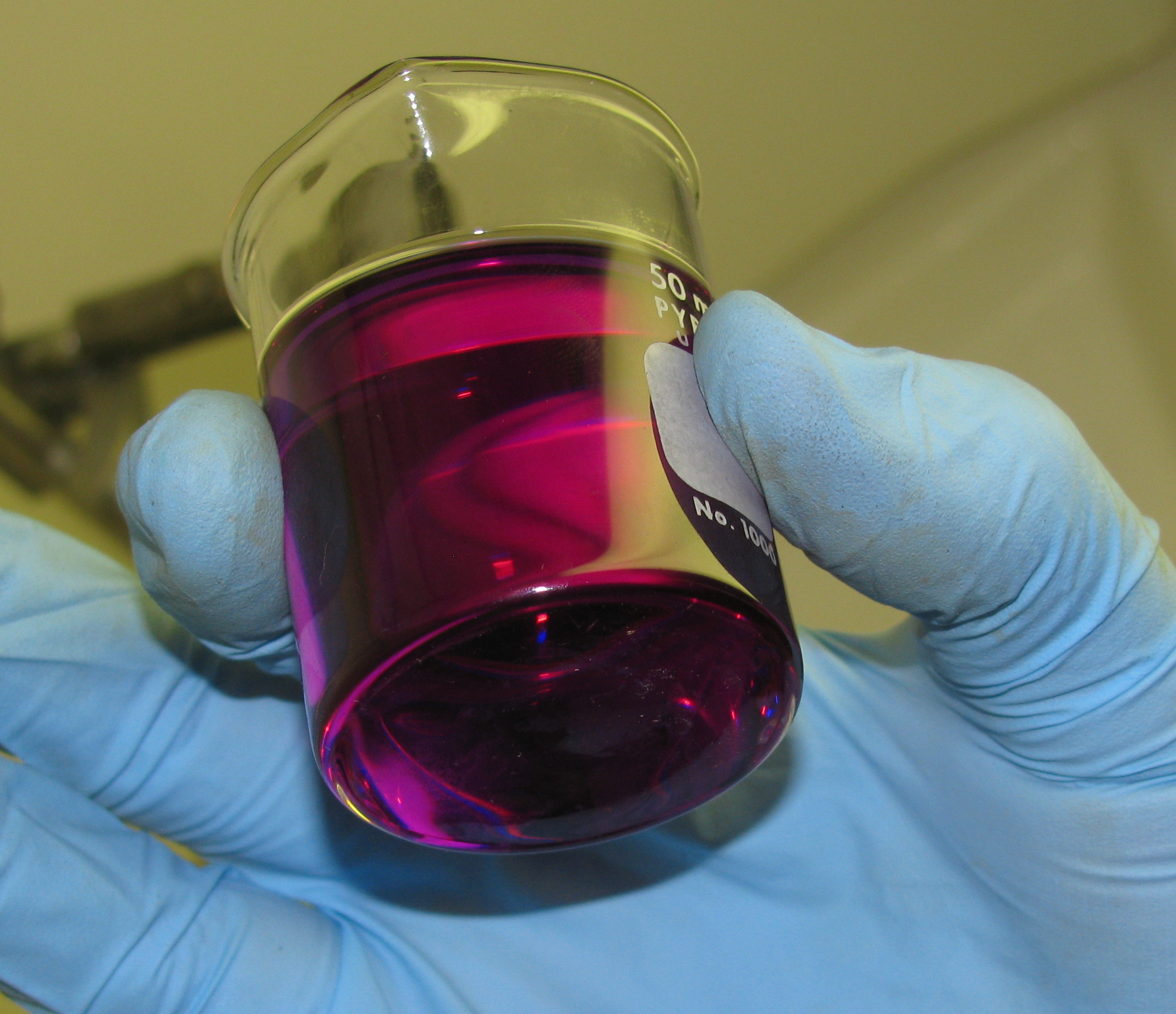
バックミンスターフラーレンのベンゼン溶液

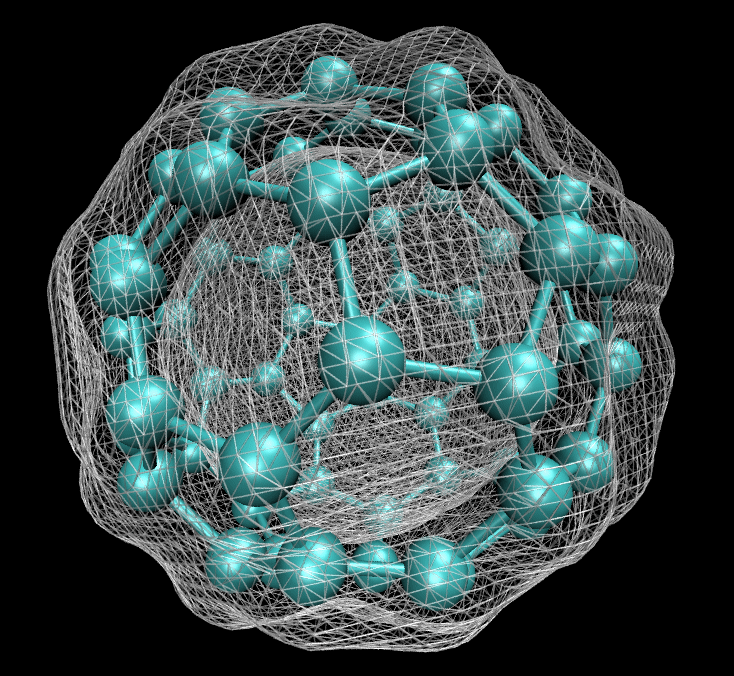
バックミンスターフラーレンの基底状態電子密度の等密度面（密度汎関数法による計算）